# Rosie and the Originals
Rosie and the Originals waren eine US-amerikanische Doo-Wop-Band, die 1960 mit dem Song Angel Baby einen Platz 5 Hit hatte.

## Geschichte
Die Gruppe The Originals suchte gegen Ende des Jahres 1960 eine neue Leadsängerin und wurde in Rosie Hamlin fündig. Hamlin (* 21. Juli 1945; † 30. März 2017), schrieb den Song Angel Baby und die Gruppe erreichte damit Platz 5 der US-Charts. Im späteren Verlauf waren weitere Musiker an dem Projekt beteiligt, so u. a. die Gitarristen Noah Tafolla und David Ponce, der Bassist Tony Gomez, der Schlagzeuger Carl Von Goodat und der Saxophonist Alfred Barrett.

## Diskografie

### Alben
- 1963: Lonely Blue Nights
- 1999: The Best of Rosie & the Originals
- 2000: Angel Baby Revisited

### Singles
- 1961: Angel Baby
- 1961: Why Did You Leave Me
- 1961: Lonely Blue Nights
- 1961: Lonely Blue Nights
- 1969: My One and Only Love
- 1973: You're No Good